# Volnovaha
Volnovaha (ukr. Волнова́ха; rus. Волнова́ха; grčki: Βολνοβάχα) je grad u Donjeckoj oblasti u istočnoj Ukrajini. Služi kao administrativno središte okruga Volnovaha unutar same oblasti. U siječnju 2022. imao je 21 166 stanovnika.
Željeznički kolodvor je čvorište za oblast i šire područje regije. Opslužuje jedinu kopnenu željezničku liniju između Donjecka i Rusije na sjeveroistoku i istoku, te Zaporoške oblasti i Krima na zapadu i jugozapadu, te jedinu željezničku liniju južno do Mariupolja.
U veljači i ožujku 2022., tijekom ruske invazije na Ukrajinu, mnoge su zgrade u gradu oštećene i/ili uništene. Guverner regije, Pavlo Kyrylenko, je izjavio da je 90% gradske infrastrukture uništeno.

## Povijest

### 19. i 20. stoljeće
Volnovaha je osnovana kao manja željeznička stanica 1881. godine. S razvojem Ukrajine je je postala željezničko čvorište, služeći kao jedina kopnena željeznička linija između Donjecka i Rusije na sjeveroistoku i istoku, te Zaporoške oblasti i Krima na zapadu i jugozapadu. Mjesto je također jedina željeznička linija koja vodi na jug do Mariupolja.
U gradu su se odvijale bitke 1919. i 1920. tijekom Ukrajinskog rata za neovisnost.
Tijekom Drugog svjetskog rata, Sovjetski Savez je izvijestio kako su se u i u okolici grada događale značajne borbe u području oko Volnovke tijekom kolovoza i rujna 1943. Nekoliko postrojbi je nakon bitke u gradu dobilo počasne nazive.

### Rusko-ukrajinski rat
Tijekom rata u Donbasu, proruski separatisti su zauzeli grad u svibnju 2014. Ukrajinska vojska ponovno ga je zauzela u srpnju. 13. siječnja 2015. je 12 civila ubijeno, a 18 ranjeno nakon napada na putnički autobus na kontrolnoj točki u Buhasu, gradu sjeveroistočno od Volnovahe. Spomenik poginulima u napadu je otkriven 13. siječnja 2017.
Tijekom Ruske invazije na Ukrajinu 2022., ruske snage su tijekom borbi za grad neselektivno bombardirale Volnovahu i Shchastiju, granatirajući civilna područja, čime je prekršeno međunarodno pravo. Izvještaji iz vremena bitke govore da je Volnovaha bila na rubu humanitarne krize 28. veljače i da je gotovo uništena do 1. ožujka s oko 90% oštećenih ili uništenih zgrada. Preživjeli stanovnici su ostali bez hrane, vode i struje. Nakon ruskih napada, tijela poginulih su ostala ležati na ulicama.
Rusija je 11. ožujka tvrdila da su snage Donjecke Narodne Republike zauzele Volnovahu. Euronews je 12. ožujka izvijestio da je veći dio grada nakon borbi u ruševinama. Dana 1. travnja, Pavlo Kyrylenko, guverner Donjecke oblasti, je izjavio da je 90% gradske infrastrukture uništeno.
Dana 27. listopada 2023. ukrajinski tužitelji rekli su da su ruski vojnici ubili devet članova jedne obitelji nakon ulaska u njihov dom u tada okupiranoj Volnovahi.

## Demografija
Grad je 2001. godine imao 24 647 stanovnika. Grad je imao veliku ukrajinsku grčku populaciju. 52,9% stanovništva su etnički Ukrajinci, Rusi čine 24,2% stanovništva, 20% su Grci, a 0,7% Bjelorusi.

## Vanjske poveznice
|  | Zajednički poslužitelj ima još gradiva o temi Volnovaha |